# Ao Tanaka
Ao Tanaka (田中 碧 Tanaka Ao?, Kawasaki, Kanagawa, 10 de septiembre de 1998) es un futbolista japonés que juega como centrocampista en el Leeds United F. C. de la Premier League.

## Trayectoria

### Clubes
| Club                        | País       | Año       |
| --------------------------- | ---------- | --------- |
| Kawasaki Frontale           | Japón      | 2017-2022 |
| Fortuna Düsseldorf (cedido) | Alemania   | 2021-2022 |
| Fortuna Düsseldorf          | Alemania   | 2022-2024 |
| Leeds United F. C.          | Inglaterra | 2024-     |

## Selección nacional

### Participaciones en Copas del Mundo
| Mundial      | Sede  | Resultado        | Partidos | Goles |
| ------------ | ----- | ---------------- | -------- | ----- |
| Mundial 2022 | Catar | Octavos de final | 3        | 1     |

## Palmarés

### Títulos nacionales
| Título             | Club               | País       | Año  |
| ------------------ | ------------------ | ---------- | ---- |
| J1 League          | Kawasaki Frontale  | Japón      | 2017 |
| J1 League          | Kawasaki Frontale  | Japón      | 2018 |
| Supercopa de Japón | Kawasaki Frontale  | Japón      | 2019 |
| Copa J. League     | Kawasaki Frontale  | Japón      | 2019 |
| J1 League          | Kawasaki Frontale  | Japón      | 2020 |
| Copa del Emperador | Kawasaki Frontale  | Japón      | 2020 |
| Supercopa de Japón | Kawasaki Frontale  | Japón      | 2021 |
| EFL Championship   | Leeds United F. C. | Inglaterra | 2025 |